# سمير عارف
سمير عارف (13 ديسمبر 1983 -)، مخرج سعودي. درس في جامعة الملك سعود في الرياض في كلية علوم الحاسب الآلي والمعلومات. اتجه إلى إخراج المسلسلات الدرامية في عام 2008، وأخرج الساكنات في قلوبنا،37 درجة مئوية، والذي عرض على شاشة إم بي سي في عام 2009. كان لدى سمير شغف دائم بالإخراج، وتصميم الأفلام، وإخراجها عن طريق الحاسب، وشارك بعدة مسابقات، حاز على جائزة في مهرجان دبي السينمائي عن فيلم «كما قيل».

## حياته العائلية
عقد قرانه على الممثلة زارا البلوشي، وانفصل عنها لاحقاً.

## أعماله
| التاريخ | العمل              | ملاحظات |
| ------- | ------------------ | --- |
| 2009    | غبار الأيام        | فيلم |
| 2009    | الساكنات في قلوبنا | مسلسل (إخراج مجموعة من المخرجين). |
| 2010    | 37 درجة مئوية      | بطولة ناصر القصبي. |
| 2010    | الخطأ الكبير       | فيلم |
| 2010    | أم عبيد            | فيلم |
| 2010    | 37.2 درجة          | مسلسل |
| 2011    | أنا آسف            | مسلسل كتابة رياض الصالحاني، بطولة أسعد الزهراني. |
| 2012    | ألو مرحبا          | مسلسل |
| 2012    | لعبة الشيطان       | مسلسل تأليف محمد الطويان. |
| 2013    | صدى                | فيلم، فاز مناصفة بجائزة «الوهر الذهبي» للفيلم الطويل في الدورة السابعة من مهرجان وهران الفيلم العربي عام 2013.                                                  |
| 2014    | حسب الظروف         | مسلسل |
| 2015    | شباب البومب 5      | مسلسل |
| 2015    | جنة الأرض          | فيلم قصير. |
| 2017    | شباب البومب 6      | مسلسل. |
| 2017    | أصعب قرار          | مسلسل (إخراج مجموعة من المخرجين)، بطولة تركي اليوسف، ومروة محمد، وحبيب الحبيب، وخالد سامي، وإبراهيم الزدجالي، وماجد مطرب فواز.                                  |
| 2018    | شباب البومب 7      | مسلسل |
| 2018    | بدون فلتر 2        | مسلسل (إخراج مجموعة من المخرجين)، بطولة عبد الله السدحان. |
| 2019    | بنات الملاكمة ج1   | مسلسل. |
| 2020    | لوحة مائلة         | مسلسل، تأليف فهد الأسطا، وبطولة علي السعد، بدر اللحيد، محمد الدوسري، عبدالله الحارثي.                                                                           |
| 2020    | نجد                | فيلم، تأليف خالد الراجح، وبطولة حياة الفهد، مريم الغامدي، إبراهيم الحربي، زهرة الخرجي، ميساء مغربي، علي السبع، أميرة محمد، مصطفى هريدي، امتنان محمد، ماجد مطرب. |
| 2021    | شباب البومب 9      | مسلسل |
| 2022    | شباب البومب 10     | مسلسل |
| 2022    | فقد                | مسلسل. |